# Richard Leibler
Richard A. Leibler (ur. 18 marca 1914 w Chicago, zm. 25 października 2003 w Reston) – amerykański matematyk, statystyk i kryptolog. Współtwórca (wspólnie z Solomonem Kullbackiem) dywergencji Kullbacka-Leiblera.